# Univerzitní (Plzeň)
Univerzitní je ulice na Jižním Předměstí v Plzni. Spojuje ulici U Nové Hospody s Dobřanskou ulicí. Pojmenována je podle kampusu Západočeské univerzity, která zde sídlí. Ze severu do ni vstupují ulice U Letiště a U Panasoniku a z jihu Morseova a Daimlerova. Jižně pod úrovní ulice vede železniční trať č. 183 (Plzeň – Klatovy – Železná Ruda). Ulice je v celé její délce obsluhována veřejnou dopravou, a to z autobusových zastávek Západočeská univerzita, Plochá dráha a Morseova a od prosince 2019 také tramvajovou stanicí Technická.
31. července 2017 byla Univerzitní ulice z důvodu nalezení dělostřeleckého granátu uzavřena.
Začátkem léta 2018 magistrát rozhodl o prodloužení tramvajové tratě na Borská pole. Trať vede Kaplířovou ulicí na Borská pole. Slavnostně byla prodloužení tramvajové tratě otevřeno 16. prosince 2019.

## Budovy, firmy a instituce

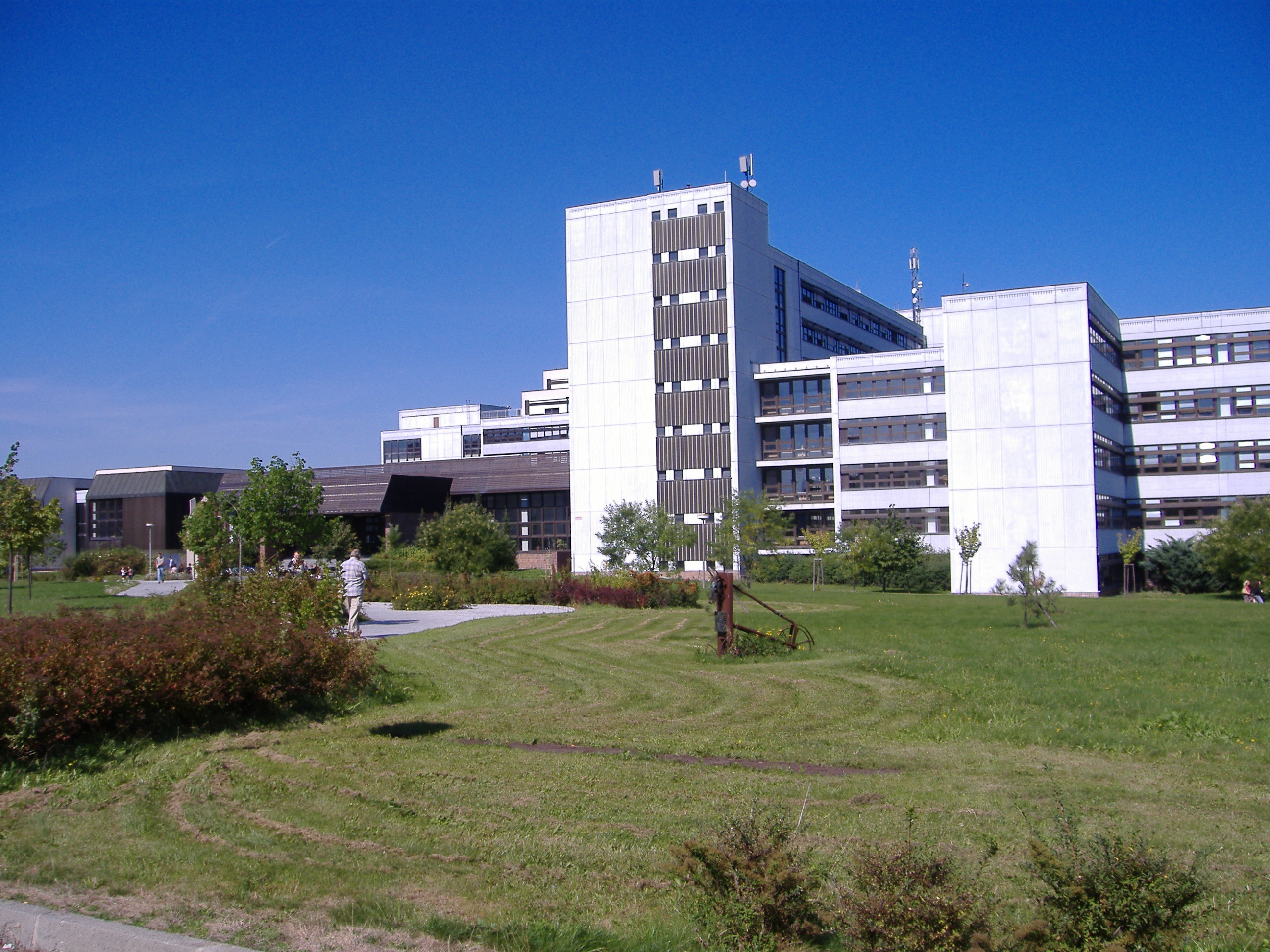
Západočeská univerzita

- kampus[4] Západočeské univerzity (fakulty: aplikovaných věd[5], designu a umění Ladislava Sutnara[6], ekonomická[7], elektrotechnická[8] a strojní[9]) s kavárnami, univerzitní knihovou[10], menzou, tělocvičnami a rektorátem
- plochodrážní stadion
- garáže
- čerpací stanice